# Linguagem jurídica
1. Linguagem Jurídica e Sociedade
O estudo da linguagem jurídica é um dos momentos ricos de percepção da língua como instituição social, enraizada na tradição cultural que ela reproduz, transmitida de geração após geração.
A linguagem jurídica é formada por gramática e dicionário próprios.
A linguagem jurídica depende de forma crucial, em seu desenvolvimento, da linguagem natural. Mas, ao provir da linguagem natural, é ao modo de uma especialização, que a linguagem jurídica irá se diferenciar.
A Linguagem Jurídica por meio do legislador e os seus operadores tem o poder de incorporar a linguagem natural com forma de essa linguagem servir melhor ao direito e a própria sociedade, ante a sua especificidade.
2. Linguagem Jurídica: Semântica, Sintática e Pragmática
A existência das normas depende da linguagem, a linguagem é como um conjunto de símbolos onde podemos analisar em três concepções, conhecidos como: Concepção Sintática, que consiste basicamente em explicar a utilidade de escrever, e o mais importante interpretar o direito de forma correta, uma ideia de segurança jurídica.
A segunda concepção é a Semântica, onde se tem o estudo do signo, dentro da realidade, excluindo tudo aquilo que é impreciso que muitas das vezes provem da linguagem natural, a semântica tem por base a denotação e a conotação, para poder buscar a realidade para cada termo.
A terceira concepção é a Pragmática é um estudo que facilita a comunicação entre o que emite a norma e o destinatário desta, que pode ser apenas um receptor. Dessa forma deixa de ser um mero receptor parasse tornar um conhecedor da mesma, tornando a linguagem algo muito mais leve e eficaz.
Para se transpor no mundo do Direito e sua linguagem é preciso, pois, de um estudo de cinco anos e que dedique com atenção redobrada a termologia jurídica, onde se encontra um conhecimento amplo e necessário de uma outra forma não há possibilidade de algum conhecimento e comunicação.
Na sociedade brasileira, o discurso jurídico, em especial, foi muito influenciado pela retórica tradicional, e, por isso, continuou resistente às transformações. Essa resistência se torna perceptível, por exemplo, na permanência do uso dos brocardos jurídicos incluídos nos discursos orais ou escritos.
3. Linguagem Jurídica e Análise do Poder
É sabido que a linguagem permeia todos nossos atos, em todas as instâncias da realidade social e que, por meio dela, se podem perceber manifestações de poder entre os indivíduos que deixam transparecer a hierarquia existente na sociedade.   
A linguagem do direito é matéria privilegiada para a percepção do universo hierárquico, consideradas as relações de poder.  
Atualmente, é importante ressaltar o incômodo da sociedade em face do "jargão jurídico", da linguagem do "bacharel", o que deve ser evitado ao máximo, em favor da clareza, objetividade e precisão técnica da linguagem.
No entanto, a linguagem jurídica não se confunde com o obscurantismo linguístico, pois se trata de um fenômeno comum a todas as ciências, qual seja, a especialização e o desenvolvimento terminológico e técnico do saber jurídico, associado ao saber técnico das diversas áreas reguladas pelo Direito.  
4. Linguagem jurídica e análise semiótica do discurso jurídico
A análise narratológica do discurso jurídico pode ser feita, considerando-se a perspectiva de abordagem da Semiótica do Direito. 
Há várias linhas teóricas com valiosa contribuição à análise semiótica do discurso jurídico, destacando-se as contribuições de Algirdas Julien Greimas, Eric Landowski, Bernard Jackson.
No Brasil, há interessantes estudos no campo semiótico, a exemplo dos trabalhos de Lucia Santaella, José Luiz Fiorin, no campo da semiótica geral, e, Tercio S. F. Jr, Eduardo C. B. Bittar e Marcelo Neves, no campo da semiótica jurídica.
Entre várias linhas metodológicas, a abordagem pela via da semiótica greimasiana (Algirdas Julien Greimas) tem se mostrado um campo de investigações de relevante contribuição à área do Direito.
Assim, o discurso jurídico pode ser analisado como: i) discurso normativo (legislação); ii) discurso burocrático (burocracia); iii) discurso decisório (judiciário); iv) discurso científico (ciência do direito), Nesta linha de reflexão, identifica-se: "...a tarefa da Semiótica Jurídica como investigação dos sistemas de significação jurídica...", adotando-se a perspectiva do Prof. Eduardo Bittar.
A Semiótica do Direito ainda tem tarefas interessantes a cumprir, e vem se desdobrando na análise dos signos verbais e não-verbais - a exemplo de estudos que envolvem o campo da simbólica da justiça -, utilizados para comunicar comandos normativos, ademais de estudar a iconologia da justiça, as formas de utilização da argumentação jurídica e a retórica judiciária.

## Citações
1. ↑  BITTAR, Eduardo C. B. (2017). Linguagem jurídica: semiótica, discurso e direito. São Paulo: Saraiva. p. 64
2. ↑  BITTAR, Eduardo C. B. (2020). Semiótica, Direito & Arte: entre Teoria da Justiça e Teoria do Direito. São Paulo: Almedina